# Die Kugelspielerin (Köpenick)

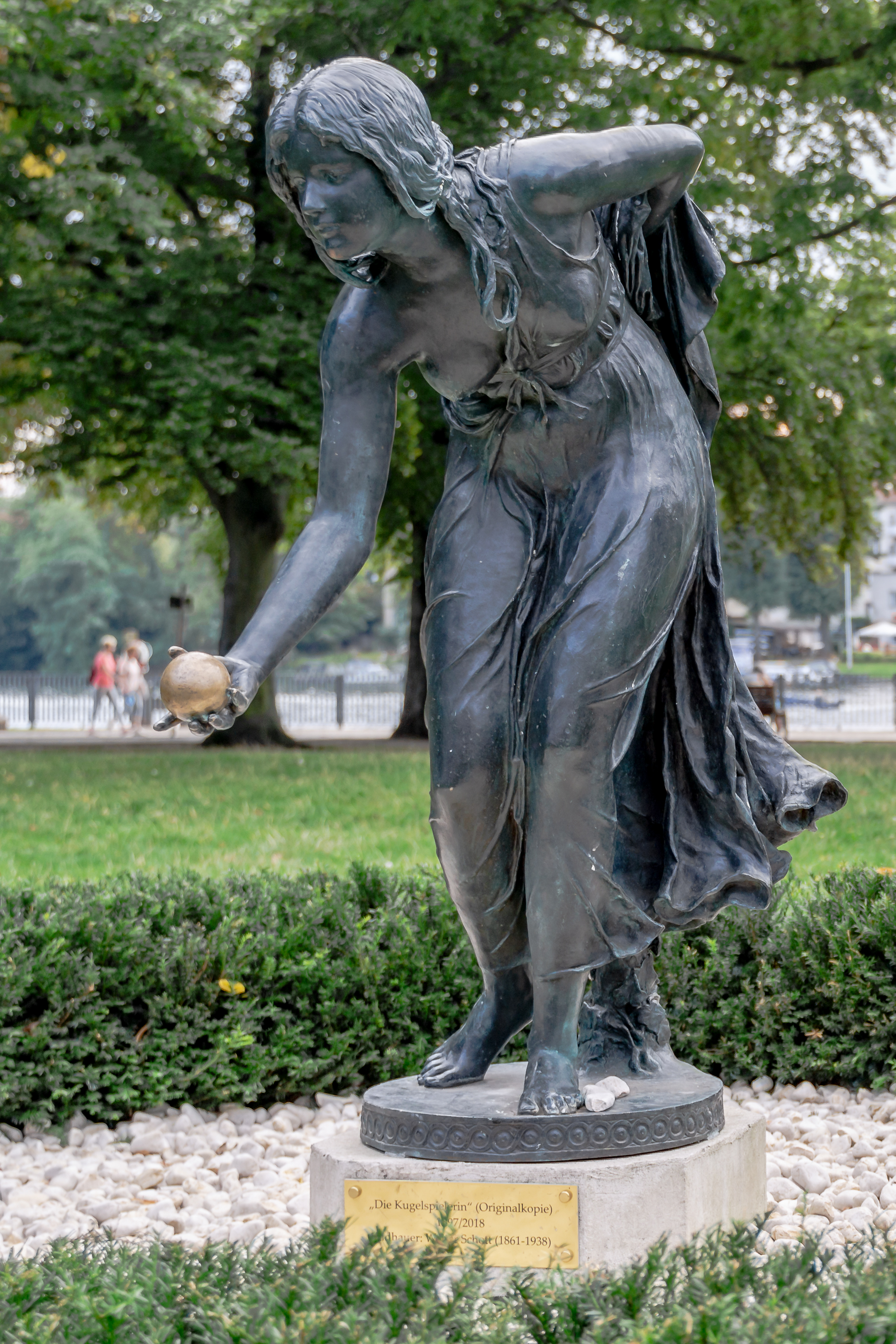
Die Kugelspielerin, 2020

Die Kugelspielerin ist eine Bronzeskulptur nach einem Entwurf des Berliner Bildhauers Walter Schott aus dem Jahr 1897. Sie entstand 2018 als Kopie der Originalskulptur Die Kugelspielerin in Düsseldorf und wurde 2019 im Luisenhain von Berlin-Köpenick aufgestellt.

## Geschichte
Ein Guss der Figur Die Kugelspielerin aus der Kunstgießerei von Walter Gladenbeck (1866–1945) in Friedrichshagen stand ab 1925 im Luisenhain vor dem Rathaus in Berlin-Köpenick und verschwand dort Anfang der 1950er Jahre spurlos. Der Verein Volkspark Luisenhain Berlin-Köpenick und die Bürgerinitiative Luisenhain setzten sich mit Unterstützung des Berliner Bezirks Treptow-Köpenick dafür ein, die verschwundene Figur zu ersetzen. 2018 fertigte die Düsseldorfer Kunstgießerei Schmäke einen Abguss der Düsseldorfer Kugelspielerin, der Anfang 2019 im Luisenhain aufgestellt werden konnte.